# Rosa Parks
Rosa Louise Parks (* 4. Februar 1913 als Rosa Louise McCauley in Tuskegee, Alabama; † 24. Oktober 2005 in Detroit, Michigan) war eine US-amerikanische Bürgerrechtlerin. Die Afroamerikanerin wurde am 1. Dezember 1955 in Montgomery im US-Bundesstaat Alabama festgenommen, weil sie sich geweigert hatte, ihren Sitzplatz im Bus für einen weißen Fahrgast zu räumen. Dies löste den Busboykott von Montgomery aus, der neben den Protesten im Fall Emmett Till als Anfang der schwarzen Bürgerrechtsbewegung gilt, die das Ende der sogenannten Jim-Crow-Gesetze herbeiführte.

## Kindheit und Jugend
Rosa Parks wurde 1913 in Alabama in den Südstaaten der USA geboren und gemeinsam mit ihrem Bruder von ihrer Mutter, einer Lehrerin, und den Großeltern aufgezogen. Der Vater hatte die Familie 1915 verlassen und war in den Norden gezogen. Die meiste Zeit ihres Lebens arbeitete sie als Näherin. Bis zum elften Lebensjahr wurde sie von ihrer Mutter unterrichtet, danach besuchte sie die Montgomery Industrial School for Girls und die Booker T. Washington High School; beide Schulen waren ausschließlich für Afroamerikaner. 1932 heiratete sie Raymond Parks, einen Frisör, der in der Wahlrechtsbewegung für Afroamerikaner, der National Association for the Advancement of Colored People (NAACP = „Nationale Organisation für die Förderung farbiger Menschen“), mitwirkte. Rosa Parks war Methodistin und gehörte der African Methodist Episcopal Church an.

## Bürgerrechtsaktivitäten
Parks begann im Dezember 1943 als Sekretärin bei der NAACP in Montgomery und arbeitete dort neben ihrem Beruf als Schneiderin. Die Rassentrennung war damals in Montgomery stark ausgeprägt; so gab es z. B. Schulen, Parkbänke oder Aufzüge „Whites only“ und „Coloreds only“ („nur Weiße“, „nur Farbige“). Die Busse waren ebenfalls getrennt, allerdings nicht vollständig. Vorne waren vier Reihen für Weiße reserviert; im mittleren Abschnitt, den schwarze Personen benutzen durften, war die komplette Reihe zu räumen, sobald nur ein weißer Passagier in dieser Reihe sitzen wollte.

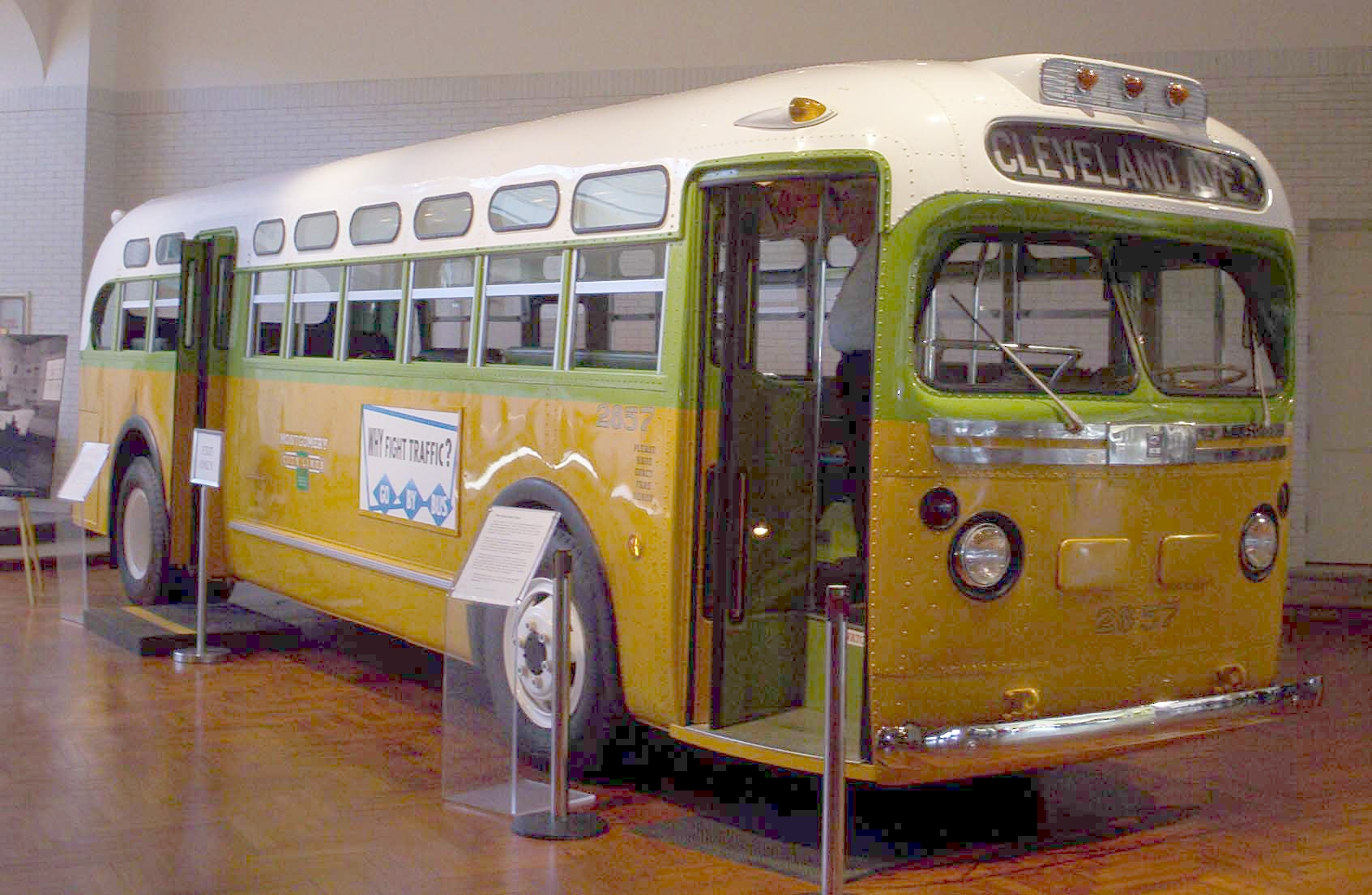
Der Bus Nr. 2857, in dem Rosa Parks festgenommen wurde; ausgestellt im Henry-Ford-Museum

Am Donnerstag, dem 1. Dezember 1955, trat genau dieser Fall ein. Ein weißer Fahrgast verlangte die Räumung der reservierten Sitzreihe, in der Parks saß. Die anderen schwarzen Fahrgäste gaben ihre Plätze auf, doch die damals 42-jährige Parks weigerte sich, da sie nicht die ganze restliche Fahrt stehen wollte. Der Busfahrer James Blake rief daraufhin die Polizei und bestand auf ihrer Verhaftung. Parks wurde wegen Störung der öffentlichen Ruhe festgenommen, am Abend aber wieder freigelassen. Bereits am Tag darauf kam es zu lokalen Protesten und einem ersten Aufruf zum Bus-Boykott für den darauffolgenden Montag, organisiert durch den Women’s Political Council. An diesem Montag musste Parks vor Gericht erscheinen und wurde zu einer Geldstrafe von 10 Dollar plus 4 Dollar Gerichtskosten verurteilt.
Teilweise als Antwort auf ihre Verhaftung organisierte Martin Luther King, zu diesem Zeitpunkt ein relativ unbekannter Baptistenprediger, mit seiner Montgomery Improvement Association den Montgomery Bus Boycott, der später die Behörden dazu zwang, die Rassentrennung in Bussen und Zügen aufzuheben, und der als Auslöser weiterer Proteste der Bürgerrechtsbewegung in Amerika gilt.
Rosa Parks wurde dadurch zur Ikone der Bürgerrechtsbewegung. Gleichzeitig wurde sie aber auch zur Zielscheibe von Drohungen und ständigen Telefonanrufen, die bei ihrem Mann, Raymond Parks, zu einem Nervenzusammenbruch führten. Daraufhin zog das Paar 1957 nach Detroit um. Sie blieb jedoch weiterhin in der Bürgerrechtsbewegung aktiv. 1995 gehörte sie zu den Rednern beim Millionen-Mann-Marsch in Washington, D.C.

## Diskussionen zur Rolle Parks’
Obwohl nur wenige Historiker am Beitrag Parks’ oder an ihrem Mut zweifeln, sind einige Details ihrer Geschichte infrage gestellt worden und werden weiter diskutiert. So hat Parks selbst in ihrer Autobiografie My Story angegeben, sie sei nicht einfach nur nach ihrem Arbeitstag müde gewesen, wie oft erzählt werde, sondern habe es satt gehabt, ständig nachgeben zu müssen. Zahlreiche Quellen belegen inzwischen, dass viele versucht haben, Parks´ Rolle beim Boykott zu schmälern.
Einige Quellen behaupten, sie habe sich bewusst in den „weißen“ Abschnitt des Busses gesetzt, um zu protestieren. Der mittlere Teil des Busses war aber mit „colored“, also „farbig“ markiert, sie saß also im vorgesehenen Bereich, der allerdings als Pufferzone für die weißen Passagiere fungierte. Das heißt, als Parks sich dort hinsetzte, waren diese Sitzreihen in der Mitte des Busses noch als Bereich für „Farbige“ ausgewiesen, doch sobald sich der Bus füllte und neu zugestiegene weiße Fahrgäste keine Sitzplätze mehr fanden, wurde die Abgrenzung zwischen Fahrgastbereichen auf Sitzreihen weiter hinten im Bus verlegt, sodass die schwarzen Fahrgäste in der Pufferzone aufgefordert wurden, ihre Sitzplätze zu räumen.
Rosa Parks war indes nicht die erste Afroamerikanerin, die ihren Sitz für eine weiße Person nicht aufgeben wollte. Irene Morgan hatte dies bereits elf Jahre zuvor getan und damit durchgesetzt, dass zwischenstaatlicher Bus- und Bahnverkehr von der Rassentrennung ausgenommen wurde. Der Fall Parks wurde zum Meilenstein, weil er sich auf alle Rassentrennungsgesetze bezog, nicht nur auf den zwischenstaatlichen Verkehr. Der NAACP hatte bereits vorher Klagen gegen die Gesetzgebung aufgrund ähnlicher Fälle erwogen, aber die Kläger hatten dem enormen Druck nicht standhalten können (Claudette Colvin), wie bei der achtzehnjährigen Mary Louise Smith.

## Ehrungen und Auszeichnungen (Auswahl)

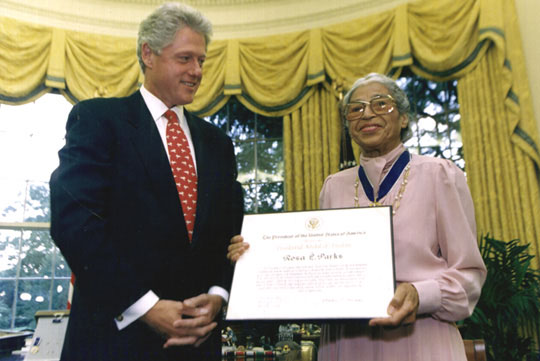
Rosa Parks mit Bill Clinton

- 1983: Aufnahme in die Michigan Women’s Hall of Fame für ihre Aktivitäten in der Bürgerrechtsbewegung
- 1996: Präsident Bill Clinton überreichte ihr die Freiheitsmedaille (Presidential Medal of Freedom).
- 1999: Congressional Gold Medal (Kongressmedaille), neben der Presidential Medal of Freedom die höchste zivile Auszeichnung in den USA
- 2001: Eröffnung des Rosa Parks Library and Museums in Montgomery, Alabama
- 2005: Öffentliche Aufbahrung vor ihrer Beisetzung im Kapitol; Parks war die erste Frau in den USA, der diese besondere Ehrung zuteilwurde. Zur Beisetzung ordnete US-Präsident George W. Bush außerdem Trauerbeflaggung an.[5]
- 2008: Aufnahme in die Alabama Women’s Hall of Fame
- Die American Public Transportation Association erklärte den 1. Dezember zum „Tribute to Rosa Parks Day“. An diesem Tag soll in jedem Bus der Sitzplatz direkt hinter dem Fahrer ihr zu Ehren frei bleiben.[6]
- Der Rosa-Parks-Bus wurde vom Henry-Ford-Museum in Dearborn erworben und mit Hilfe eines „Save America’s Treasures“-Zuschusses der US-Bundesregierung restauriert.[7]
- 2012: Die fusionierte Grundschule in Berlin Friedrichshain-Kreuzberg, Reichenberger Straße/Forster Straße, wurde in Rosa-Parks-Grundschule umbenannt.
- 2012: In Hannover wurde die Grundschule Isernhagener Straße in Rosa-Parks-Schule umbenannt.[8]
- 2014: Der Asteroid (284996) Rosaparks wurde auf Vorschlag eines Teams der Astrophysikerin Carrie Nugent[9] nach Rosa Parks benannt[10]
- 2015: Eröffnung des RER-Bahnhofs Rosa Parks in Paris
- 2016: Das Haus in Detroit, in dem Rosa Parks von 1957 bis 1959 gelebt hat, wurde 2016 von Parks Nichte Rhea McCauley gekauft und an den Künstler Ryan Mendoza gespendet, um es vor dem Abriss zu bewahren. Mendoza ließ das Haus in Berlin-Gesundbrunnen neben seinem Studio wiederaufbauen.[11]
- 2021: In Bremen wurde beschlossen, die Straße am neuen Fernbusterminal Rosa-Parks-Ring zu nennen.[12]

## Raubüberfall von 1994
Am 30. August 1994 wurde die 81-jährige Rosa Parks in ihrer Wohnung in Detroit überfallen und ausgeraubt. Der Täter Joseph Skipper, selbst ein Afroamerikaner, schlug Parks zu Boden, obwohl er sie erkannte. Er entkam mit einem kleineren Geldbetrag, wurde jedoch später gefasst. Der Fall erregte Aufsehen und Entrüstung in ganz Amerika.

## Medien

### Musik
Rosa Parks wurde in zahlreichen Songs verewigt, so z. B.:
- The Neville Brothers: Sister Rosa. A&M, 1989
- James „JT“ Taylor: Sister Rosa. MCA, 1989
- Feargal Sharkey: Sister Rosa. Virgin, 1991
- Nits: Sister Rosa. Columbia, 1998
- Hannibal Lokumbe (Hannibal Marvin Peterson) Dear Mrs. Parks. Oratorium. Janice Chandler-Eteme, Sopran; Jevetta Steele, Mezzosopran; Kevin Deas, Bass; Taylor Gardner, Knabensopran; Rackham Symphony Choir, Brazeal Dennard Chorale; Detroit Symphony Orchestra; Thomas Wilkins, Dirigent (The American spirit: Roots and transformations: Dear Mrs. Parks) Naxos CD 8.559668. Uraufführung im Februar 2005 im Max M. Fisher Music Center, Detroit, Orchestra Hall, mit dem Detroit Symphony Orchestra und Thomas Wilkins, Dirigent.[16]

1999 verklagte der Anwalt von Parks die Hip-Hop-Band OutKast wegen der Verwendung ihres Namens in dem Song Rosa Parks, scheiterte jedoch. 2001 versuchte er es mit Unterstützung des Anwalts Johnnie Cochran erneut; das Verfahren wurde wieder abgewiesen, jedoch im Jahr 2003 neu aufgerollt. 2004 setzten die Verwandten von Parks einen unparteiischen Repräsentanten für sie ein, da sie befürchteten, die Anwälte und Fürsorger von Parks seien nur auf ihren eigenen finanziellen Vorteil aus. Parks’ Nichte, Rhea McCauley sagte dazu:

„Meine Tante würde niemals solche Mühen auf sich nehmen, junge Künstler dermaßen zu behindern. Wir als Familie befürchten, dass unsere Tante in ihren letzten Tagen von Fremden umringt ist, die nur darauf aus sind, aus ihrem Namen Kapital zu schlagen.“

Am 15. April gaben die Anwälte von Parks und OutKast bekannt, man habe sich außergerichtlich geeinigt. Im Zuge dieser Einigung verpflichtete OutKast sich zu einer Beteiligung an einer Hommage-CD für Rosa Parks. 2005 sang Aretha Franklin auf der Beerdigung von Rosa Parks.

### Film
Das Rassismusdrama Boykott aus dem Jahr 2001 greift die Geschehnisse um Rosa Parks und Martin Luther King Jr. auf. Ebenso bezieht sich der Film The Rosa Parks Story aus dem Jahr 2002 auf Parks’ Lebensgeschichte.
Die dritte Folge der 11. Staffel der Serie Doctor Who (neue Serie) Rosa handelt von den Ereignissen im Jahr 1955.
In Folge 23 von Staffel 5 der Serie Ein Hauch von Himmel tritt sie als sie selbst auf. Die Folge handelt von der Ermordung eines Afroamerikaners aufgrund von Rassenhass.

### Browserspiel
Das browserbasierte Strategiespiel Forge of Empires widmete Rosa Parks im November 2017 eine historische Questreihe. Während der Spieler eine Reihe von Aufgaben löste, wurde ihm Rosa Parks´ Geschichte erzählt. Mit Abschluss der Questreihe erhielt er ihr Bildnis, das er seiner Spielfigur zuordnen konnte.